# Rubbestad
Rubbestad est une localité du comté de Troms, en Norvège.

## Géographie
Administrativement, Rubbestad fait partie de la kommune de Tranøy.